# Compagnie des chemins de fer algériens de l'État
La Compagnie des chemins de fer algériens de l'État (CFAE) era una società pubblica francese costituita ad Algeri nel 1912 per esercire una rete ferroviaria nelle regioni di Costantina, Orano e Bône, in Algeria.

## Storia

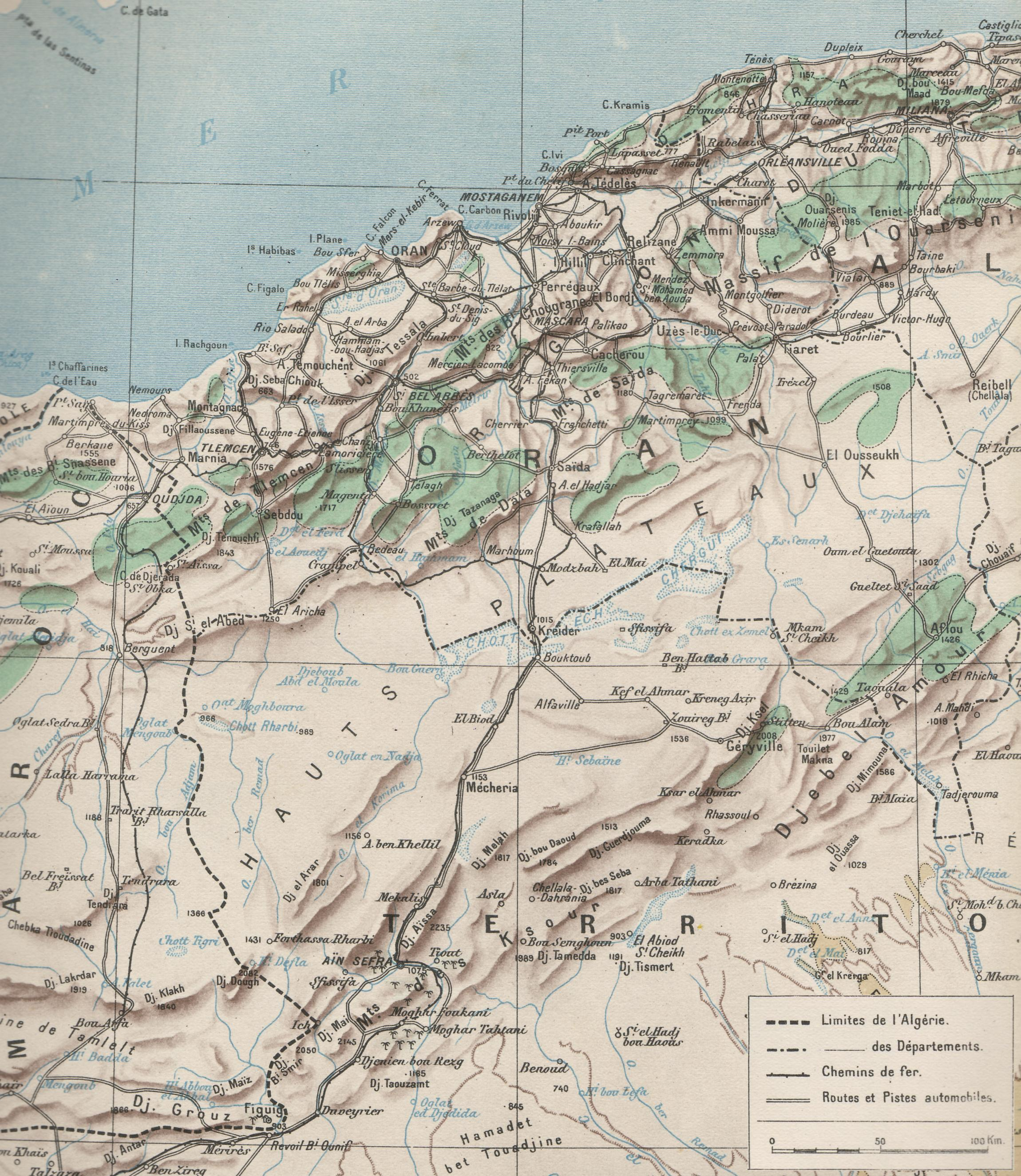
Carta del dipartimento di Orano, con le ferrovie nel 1930

### Prodromi
Agli inizi del Novecento la situazione economica delle società ferroviarie algerina era piuttosto precaria e varie società versavano in dissesto economico.
La Compagnie franco-algérienne fu oggetto della legge 12 dicembre 1900 che la pose sotto amministrazione provvisoria ministeriale. Il 24 marzo 1905 la gestione veniva assunta dall'Amministrazione metropolitana delle ferrovie dello Stato.
Il 25 agosto 1907 avveniva il riscatto della Compagnie des Chemins de fer de l'Est-Algérien in fallimento e il 22 aprile 1908 la gestione veniva messa a carico della amministrazione dello Stato; il 7 gennaio 1908 era la volta della ferrovia di interesse locale Aïn Beïda - Khenchela.

### Nasce la Compagnie de l'État
L'entità della rete da gestire, in aumento, rese necessaria la costituzione di un organismo più complesso di quello che se ne occupava sin dal 1904; l'organizzazione della nuova "compagnia de l'État" avvenne con decreto del 27 settembre 1912; la società fu dotata di personalità giuridica e posta sotto il diretto controllo del Governatore dell'Algeria. Venne nominato un direttore e un consiglio di rete. Alla società fu data facoltà di intraprendere nuove costruzioni e ammodernamenti. Le decisioni venivano prese dal governatore sentiti, il parere del direttore, e del consiglio.
I bilanci e gli utili di esercizio erano sottoposti alle autorità ministeriali e coloniali; le nomine spettavano al governatore.

### Ulteriori accorpamenti di rete
La Compagnie des chemins de fer Bône-Guelma nell'aprile 1915 cedette le sue linee e dopo fu la volta della Compagnie du chemin de fer Bône - Mokta - Saint Charles.
Nel 1921 fu riscattata la ferrovia Bône-La Calle e la rete della Société des chemins de fer sur route d'Algérie. Fu accorpata alla rete anche la ferrovia Philippeville-Costantina della PLMA.
Dal 1º luglio 1921 la CFAE fu una delle due compagnie rimaste a gestire le linee ferroviarie del paese assieme alla Compagnie des chemins de fer de Paris à Lyon et à la Méditerranée. Il 30 maggio 1938 cessò le sue funzioni, in seguito alla nazionalizzazione di tutte le ferrovie e la loro immissione nella SNCF. Alla direzione della rete algerina subentrò dal 1º gennaio 1939 l'Office des chemins de fer algériens (OCFA).

### La rete si estende e si ammoderna
Con la nuova gestione la rete ferroviari algerina raggiunse alcuni obbiettivi di miglioramento:
la linea di 84 km, Souk Ahras – M'daourouch - Oued Kébérit - Ouenza (84 km) fu convertita a scartamento normale e aperta il 10 febbraio 1922. 
Nel 1925 vennero aperte due linee a scartamento 1055: la Oulmène - La Meskiana di 36 km, aperta il 15 luglio e la La Meskiana – Tébessa di 57,4 km aperta il 15 ottobre. Un'ultima linea di 43 km, a scartamento normale, fu aperta il 1º settembre 1931 tra Sidi Mabrouk e Oued Athmania.
Fu intrapreso anche un programma di elettrificazioni di tratte e linee a scartamento normale: nel 1932 furono attivati i 56,2 km tra Souk Ahras e Oued Keberit; la Guelma - Bouchegouf di 51,9 km e la Bône – Bouchegouf di 54,8 km. Il 9 marzo del 1936 fu la volta della Akid Abbes – Ghazaouet di 54,6 km. Nel 1938 fu completata l'elettrificazione della linea principale con i 27,8 km della tratta Oued Kébérit – Ouenza.

## Materiale rotabile
.

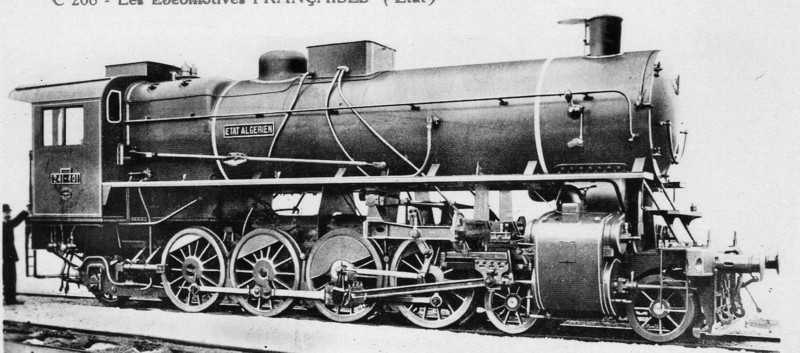
Locomotiva CFAE 241, nel 1922

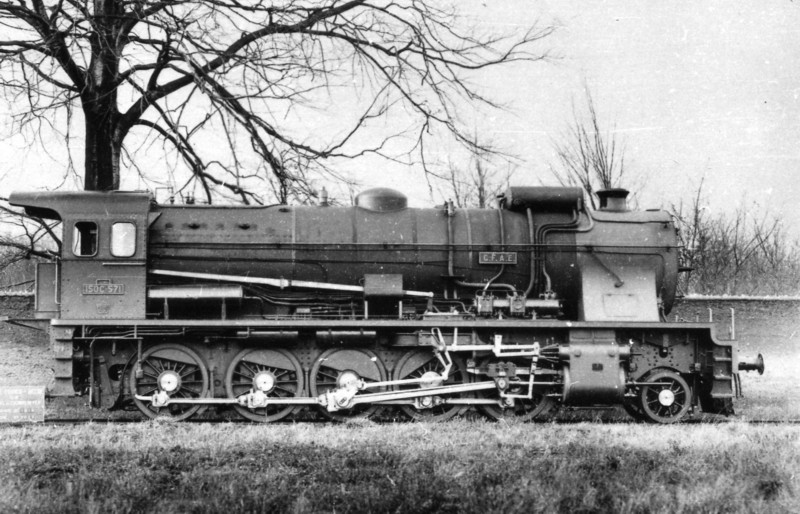
Locomotiva CFAE 150, serie 571-585, costruita dalla Società Franco-Belga

Oltre ai rotabili acquisiti dalle società assorbite la compagnia di Stato si dotò di nuove locomotive a vapore.
| Gruppo                    | Rodiggio | Anni costruzione | Fabbrica             | Stabilimento | Note                |
| 371-380                   | 230      | 1910             | Fives-Lille          | Lilla        | scartamento 1055    |
| 401-415                   | 241      | 1921             | Schneider et Cie     | Creusot      | scartamento normale |
| 451-460                   | 140      | 1908             | Fives-Lille          | Lilla        | scartamento 1055    |
| 461-475                   | 140      | 1924             | Schneider et Cie     | Creusot      | scartamento 1055    |
| 476-485                   | 140      | 1924-1925        | SACM                 | Belfort      | scartamento 1055    |
| 486-495                   | 140      | 1929             | Schneider et Cie     | Creusot      | scartamento normale |
| 501-520, 541-550          | 150      | 1920-1921        | Schneider et Cie     | Creusot      | scartamento normale |
| 571-585, 586-600, 651-656 | 150      | 1928, 1929, 1927 | Società Franco-Belga |              | scartamento normale |